# Isodiscodes polycyma
Isodiscodes polycyma är en fjärilsart som beskrevs av W. Warren 1904. Isodiscodes polycyma ingår i släktet Isodiscodes och familjen mätare. Inga underarter finns listade i Catalogue of Life.